# Amelia Kyambadde
Amelia Anne Kyambadde là một chính trị gia người Uganda. Bà là Bộ trưởng Bộ Thương mại, Công nghiệp và Hợp tác xã hiện tại trong Nội các Uganda, được bổ nhiệm vào vị trí đó vào ngày 6 tháng 6 năm 2016. Bà trước đây đã từng là Bộ trưởng Bộ Thương mại và Công nghiệp từ ngày 27 tháng 5 năm 2011 đến ngày 6 tháng 6 năm 2016. Kyambadde thay thế Kahinda Otafiire, người được bổ nhiệm làm Bộ trưởng Tư pháp. Amelia Kyambadde cũng là thành viên của Nghị viện (MP) được bầu cho "Mawokota County North" tại quận Mpigi.

## Tuổi thơ
Kyambadde sinh vào tháng 6 năm 1955, đến cuối Serwano K. Kulubya và Mary Kafureka, ở Guildford, Surrey, Vương quốc Anh. Bà chuyển đến Uganda, vào năm 1959, khi được bốn tuổi.

## Giáo dục
Kyambadde học Trường tiểu học Gayaza ở quận Wakiso để học tiểu học, trường trung học Gulu Holy Heart ở quận Gulu để học trung học và trường Nghiệp vụ thư ký Aga Khan ở Nairobi, Kenya, cho giáo dục sau trung học. Kyambadde có bằng Cử nhân Quản trị Kinh doanh (BBA), từ Đại học Makerere, tổ chức giáo dục đại học lâu đời nhất của Uganda, được thành lập vào năm 1922. Bà cũng có bằng Thạc sĩ Quản trị Kinh doanh (MBA), từ Đại học InterContinental Hoa Kỳ tại London, Vương quốc Anh.

## Kinh nghiệm làm việc
Kyambadde bắt đầu làm việc trong Cơ quan Dân sự Ugandâ năm 1979, ở tuổi hai mươi bốn (24). Bà đã lên tới cấp bậc của Thư ký riêng Chính (PPS) của Tổng thống Uganda. Năm 2010, Kyambadde tự nguyện từ chức PPS của Tổng thống, để tranh cử ghế quốc hội của "Mawokota County North", quận Mpigi. Trong cuộc bầu cử quốc gia ở Nhật Bản năm 2011, bà đã giành chiến thắng trong cuộc thi quốc hội và hiện là nghị sĩ đương nhiệm cho khu vực bầu cử đó. Vào ngày 27 tháng 3 năm 2011, Kyambadde được bổ nhiệm làm Bộ trưởng Bộ Thương mại & Công nghiệp. Vào ngày 6 tháng 6 năm 2016, bà được bổ nhiệm làm Bộ trưởng Thương mại, Công nghiệp và Hợp tác xã, trong danh sách nội các được công bố ngày hôm đó.